# Stor-Joatjärnen
Stor-Joatjärnen är en sjö i Bodens kommun i Norrbotten och ingår i Råneälvens huvudavrinningsområde. Stor-Joatjärnen ligger i Råneälven Natura 2000-område.